# Phiale aschnae
Phiale aschnae är en spindelart som beskrevs av Dewanand Makhan 2006. Phiale aschnae ingår i släktet Phiale och familjen hoppspindlar. Inga underarter finns listade i Catalogue of Life.